# Radovan Krása
Radovan Krása (* 8. dubna 1971) je bývalý český fotbalista, brankář.

## Fotbalová kariéra
V československé a české lize hrál za FC Vítkovice, FC Petra Drnovice a FC Svit Zlín, nastoupil ve 29 utkáních a jednou udržel čisté konto. Ve slovenské lize hrál v sezoně 1997/98 za FC Chemlon Humenné. V nižších soutěžích hrál za FC Dolní Benešov, FC LeRK Brno, Slováckou Slavii Uherské Hradiště, MFK Havířov, FK Nový Jičín, Fotbal Třinec, SK Prostějov, MSK Břeclav a SK Královské Nové Sady.

## Ligová bilance
| Ročník                                   | Zápasy | Góly | Minuty | Nuly | Klub                |
| ---------------------------------------- | ------ | ---- | ------ | ---- | ------------------- |
| 1. československá fotbalová liga 1992/93 | 7      | 0    | 625    | 1    | SSK Vítkovice       |
| 1. česká fotbalová liga 1993/94          | 20     | 0    | 1 980  | 0    | FC Kovkor Vítkovice |
| 1. česká fotbalová liga 1994/95          | 1      | 0    | 90     | 0    | FC Petra Drnovice   |
| 1. česká fotbalová liga 1995/96          | 1      | 0    | 90     | 0    | FC Svit Zlín        |
| Mars superliga 1997/98                   | 22     | 0    | –      | –    | FC Chemlon Humenné  |
| CELKEM                                   | 51     | 0    | –      | –    |                     |